# Cnidoscolus jaenensis
Cnidoscolus jaenensis är en törelväxtart som först beskrevs av Ferdinand Albin Pax och Käthe Hoffmann, och fick sitt nu gällande namn av James Francis Macbride. Cnidoscolus jaenensis ingår i släktet Cnidoscolus och familjen törelväxter.
Artens utbredningsområde är Peru. Inga underarter finns listade i Catalogue of Life.